# Petrovabisztra
Petrovabisztra (románul: Bistra, ukránul: Бистрий, jiddisül ביסטרא) falu Romániában, Máramaros megyében, a történeti Máramarosban.

## Nevének eredete
A Bisztra név egy szláv eredetű, 'gyors' jelentésű pataknévből származik. A Petrova előtag Petrova falura utal.

## Fekvése
Máramarosszigettől 35 kilométerre délkeletre, a Visó mentén fekszik. Határában található az egykori borsabányai ércbányák nátrium-cianid ülepítője.

## Népesség
- 1910-ben a falut még Petrova külterületi lakott helyeként írták össze. Ekkor 862 lakosából 562 volt ruszin, 265 német (jiddis), 22 román és hat magyar anyanyelvű; 596 görögkatolikus és 265 zsidó vallású.
- 2002-ben 1316 lakosából 1184 volt ukrán és 131 román nemzetiségű; 1234 ortodox vallású.

## Története
Hucul jobbágyokkal telepítették a 18. században. Közigazgatásilag 1926-ig Petrovához tartozott. Első saját fatemploma 1856-ban épült. A 20. század első felében lakói közül sokan fakitermeléssel, tutajozással és mészégetéssel foglalkoztak. A két világháború között fűrészgyár működött benne. Az 1950-es–80-as években sok lakója Arad és Temes megyébe költözött.

## Közlekedés
A települést érinti a Szálva–Alsóvisó–Visóvölgy–Máramarossziget-vasútvonal.

## Látnivalók
- Határában több, eocén mészkőben kialakult barlang található. A 895 méter magas Tocarnea hegy hat barlangja közül a leghosszabb 52 méteres, 19 méternyi szintkülönbséggel. A Șendreschi kőfejtőben található Coreniuc-barlang 84 méter hosszú.[2]
- Hagyományos hucul tavaszi fesztivál minden év május 7-én és 8-án.

## Híres emberek
- Itt született 1972-ben Vasile Marchiș finn bajnok labdarúgó.

## Galéria

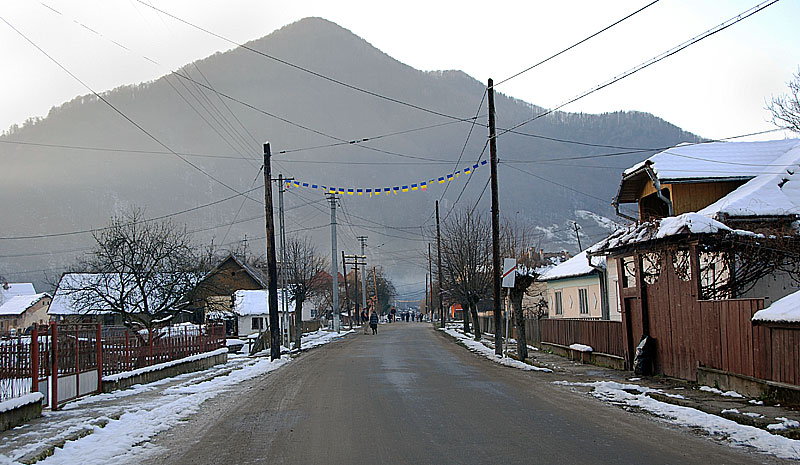
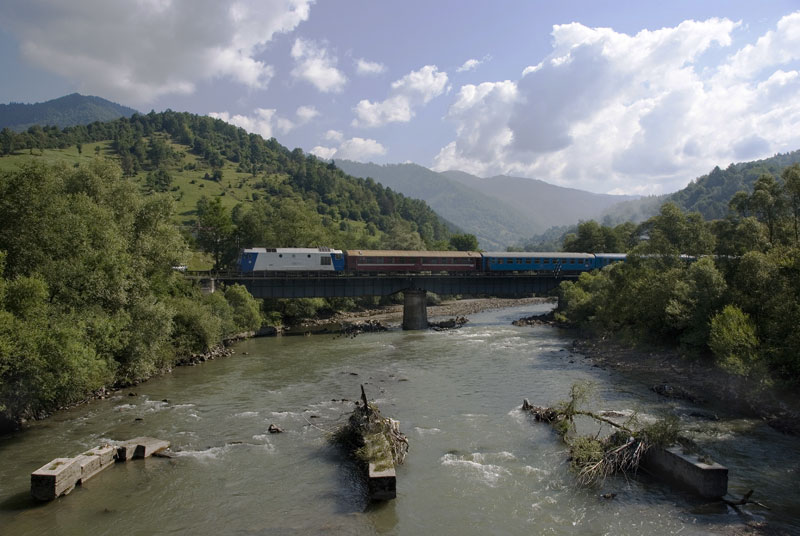
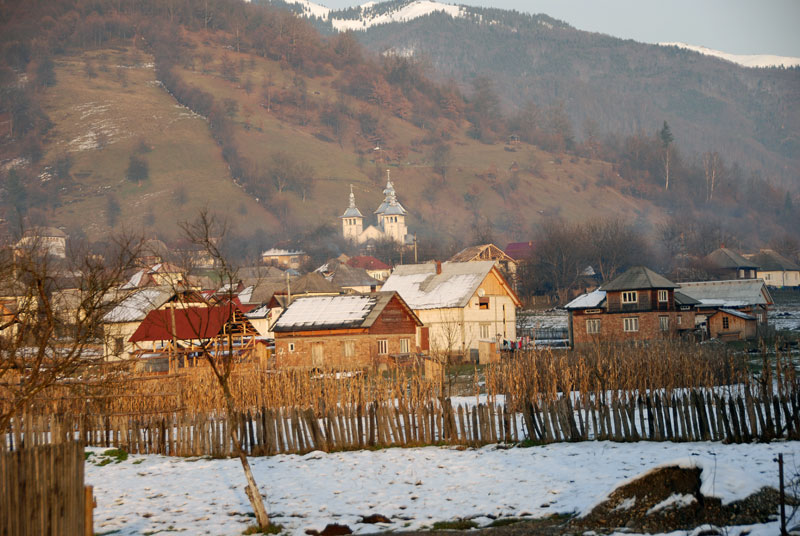